# 中国人民解放军总军械部
中国人民解放军总军械部是中国人民解放军统管全军军械勤务工作的领导机关。

## 历史
1950年1月1日成立总后方勤务部军械部，部长苏鳌。1951年10月转隶军委炮兵建制，改称中央人民政府人民革命军事委员会军械部。中国人民解放军主要的军械勤务工作，之前一直由总后勤部军械部和炮兵军械部负责，1951年将此二部合并成立军委军械部。炮兵司令员陈锡联兼任军委军械部部长。
1953年5月22日，军委决定成立兵器装备计划部（后改称装备计划部），部长万毅。
1954年11月，军委军械部升格为中国人民解放军总军械部。是20世纪50年代中国人民解放军八总部之一。
1956年6月5日，成立国务院军工产品定型委员会，委员会的办事机构设在总参装备计划部。
1950年代，解放军武器装备的供应由总军械部负责，武器装备生产由国务院负责，武器装备采购权则在总参谋部，造成机构冗余。1957年7月1日，总军械部撤销，缩编为总参军械部，部长封永顺。1959年3月军械部转隶属总后勤部，为总后军械部，封永顺为总参装备计划部部长，韩振纪为总后军械部部长。1969年8月，总参装备计划部转隶总后，与总后军械部、运输部的汽车、陆军船舶管理部门合并为总后装备部。1975年4月1日，军委决定，恢复设立总参装备部与总后军械部。1975年7月总后军械部改称军械车船部。1978年7月军械车船部分裂为军械部与车船部。
1998年4月，解放军总参谋部、总后勤部中的军械部门与国家国防科工委的技术部门合并，成立解放军总装备部，成为解放军最年轻的总部。

## 机构设置
内设机构
- 组织计划局
- 武器供给局
- 弹药供给局
- 基本建设局
- 武器订购局
- 弹药订购局
- 雷达探照灯管理局
- 军械科学研究局
- 干部局
- 财务局
- 检查处
- 学校管理处
- 行政经济管理处
- 直属政治处
- 办公室
- 政委办公室

## 组成人员

### 部长
- 苏鳌（1950年1月1日—1951年10月）
- 陈锡联（1951年10月—1955年3月）
- 王树声（1955年3月—1957年5月）
- 封永顺（1957年7月1日）
- 韩振纪（1959年3月）
- 刘连昆（1984年8月—1999年3月29日，因間諜罪被捕）

### 副部长
- 封永顺
- 涂锡道
- 陈文彪